# Kilopower
Kilopower, KRUSTY (англ. Kilopower Reactor Using Stirling Technology) — проект НАСА по созданию маломощного ядерного реактора для размещения на космических аппаратах и предназначенного для работы на поверхности Луны и Марса, где использование солнечной энергии затруднено или не представляется возможным.
Реакторы Kilopower должны иметь небольшую мощность — от 1 до 10 кВт и производить электроэнергию в течение 10 лет и более,. Особенностью устройства является его способность повышать или понижать свою мощность, чем отличатеся от РИТЭГов. Внедрение Kilopower позволило бы преодолеть ограничения радиоизотопной термоэлектрической генерации (RTG, РИТЭГ), давно используемой в межпланетных зондах.
Проект по разработке Kilopower был начат в NASA в июле 2014 года и был закрыт в октябре 2018.

## История
Проект Kilopower стартовал в июле 2014 года. 
Миниатюрный маломощный реактор предполагалось применить для электроснабжения оборудования на поверхностях других планет, где использование солнечной энергии затруднено или не представляется возможным.
Стоимость создания тестового образца составила менее 20 млн долларов.

### Хронология разработки
В сентябре 2017 года создан тестовый образец реактора мощностью 1 кВт и высотой 1,9 м. Прототип Kilopower использует уран-235. Тепло из реактора отводят натриевые тепловые трубки для дальнейшей конвертации тепла в электроэнергию в двигателе Стирлинга. Тестирование началось в ноябре 2017 года и продолжилось в 2018 году.
Первый прототип Kilopower собрали в декабре 2017 года, и последующие три месяца инженеры провели, проверяя его стабильность в штатных и нештатных ситуациях. Реактор не выходил в критическое состояние и продолжал вырабатывать электричество даже в случае множественных поломок в системе охлаждения и откачки тепла из активной зоны.
В марте 2018 года исследовательская группа успешно завершила испытания, проведённые на полигоне в пустыне Невада.

Задействованный в испытаниях реактор не был предназначен для запуска в космос, тем не менее, его испытания проводились в условиях, которые максимально близко приближены к условиям космического пространства. Во время испытаний реактор работал на полной мощности в течение 20 часов.
2 мая 2018 года на пресс-конференции учёные и инженеры проекта сообщили о полном завершении тестирования реактора Kilopower.
12 августа 2019 года руководитель проекта Kilopower в Министерстве энергетики США Патрик Макклюр сообщил в интервью журналисту Space.com, что реактор может быть готов к первым лётным испытаниям в 2022 году. Он также сообщил, что во время серии наземных испытаний в период с ноября 2017 по март 2018 года Kilopower преобразовал 30 % выделяемого тепла в электроэнергию.